# Nataliya Zhyliuk
Nataliya Zhyliuk –en ucraniano, Наталія Жилюк– es una deportista ucraniana que compitió en piragüismo en la modalidad de aguas tranquilas. Ganó una medalla de bronce en el Campeonato Europeo de Piragüismo de 2013, en la prueba de C2 500 m.

## Palmarés internacional
| Campeonato Europeo | Campeonato Europeo          | Campeonato Europeo | Campeonato Europeo |
| Año                | Lugar                       | Medalla            | Competición        |
| ------------------ | --------------------------- | ------------------ | ------------------ |
| 2013               | Montemor-o-Velho (Portugal) | Medalla de bronce  | C2 500 m           |